# Гельмер Ганссен

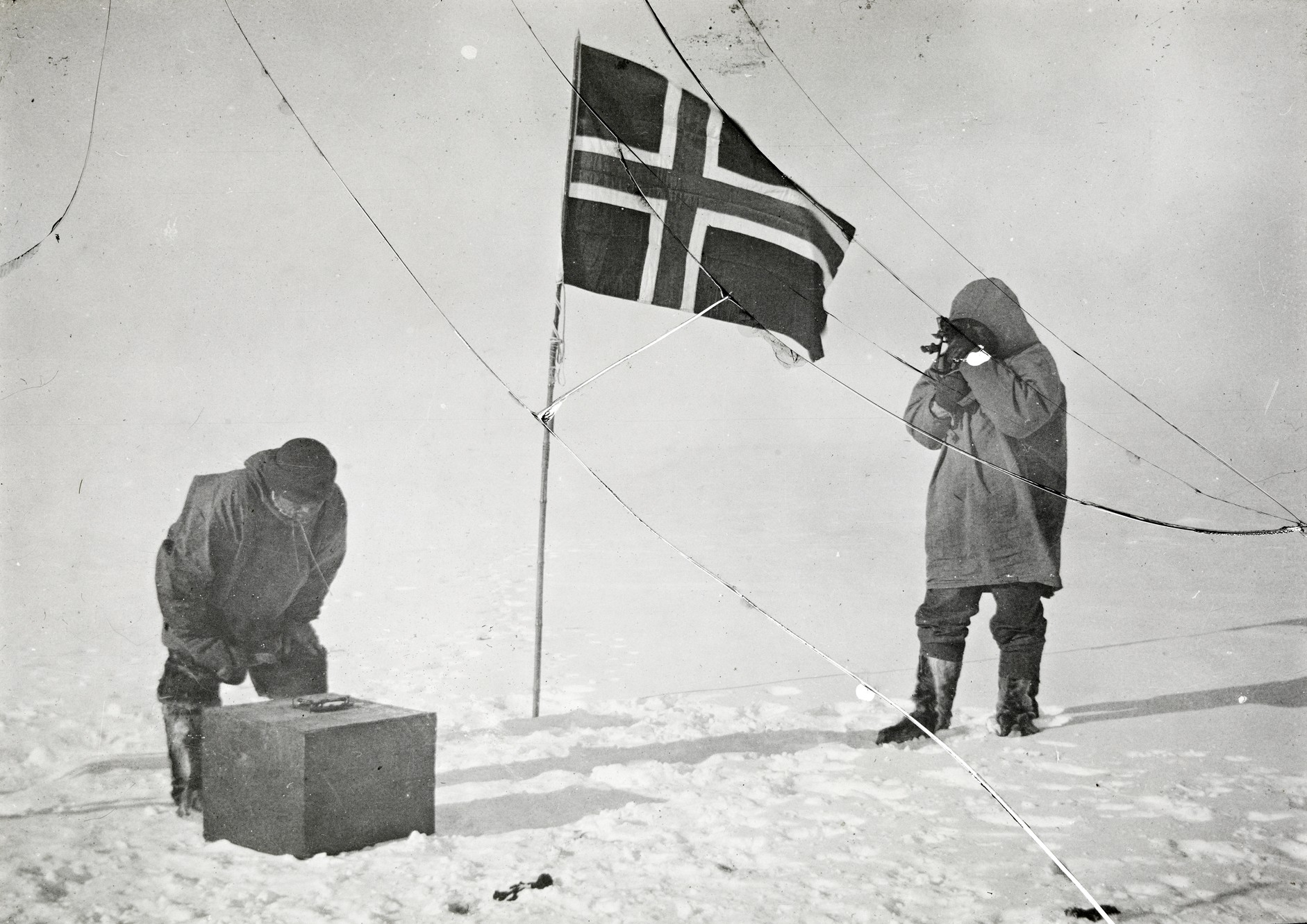
Південний полюс, 1911 р.

Гельмер Юліус Ганссен (норв. Helmer Julius Hanssen; 24 вересня 1870, Бьорнскінн, Норвегія —   2 серпня 1956, Тромсе, Норвегія) —  норвезький полярний дослідник, льотчик, учасник двох експедицій Амундсена на Південний полюс та Північно-Західний прохід.

## Життєпис
Гельмер Ганссен народився у невеликому селі на півночі Норвегії. Певний час полював на тюленів навколо Шпіцбергену. До 1903 року Гельмер познайомився з Амундсеном і вирішив взяти участь у експедиції, метою якої був пошук Північно-Західного проходу. Але один з кредиторів Амундсена погрожував накласти арешт на судно. Тому опівночі 16 червня 1903 року, Амундсен, Ганссен, Ліндстрем та ще чотири члени екіпажу під зливою пробралися на судно та відплили у Північне море. Експедиція тривала два роки й була успішною.
Амундсен у своїй книзі «Південний полюс» схвально відізвався про Ганссена, високо оцінив стійкість і мужність мандрівника. Зокрема, він зазначав, що Ганссен був завжди готовий ризикувати своїм життям заради інших. Гельмер мав гострий зір, і це не раз рятувало експедицію.

## Південний полюс

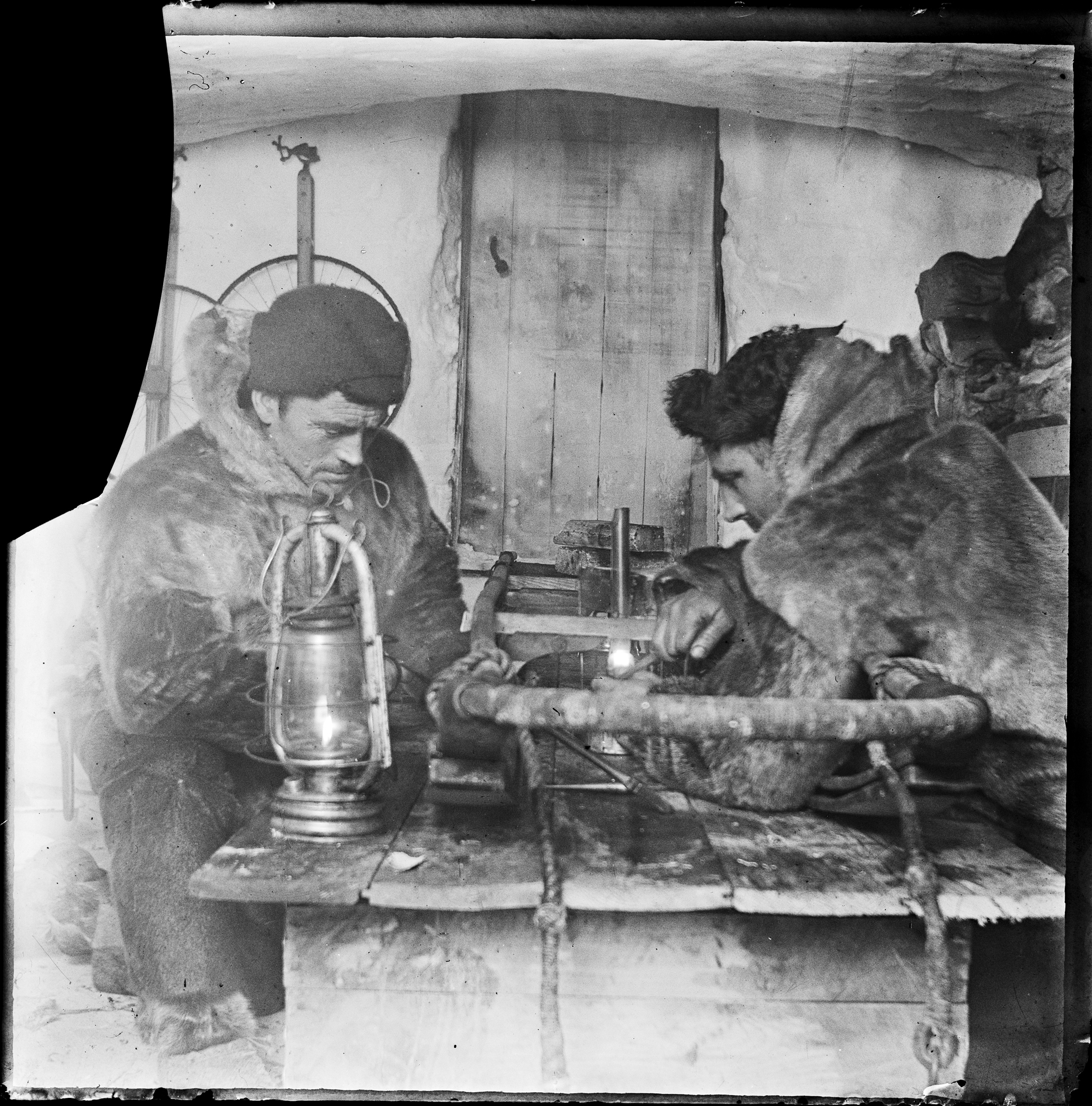
Хельмер Хансен і Оскар Вістінг

У 1909 році Ганссен брав участь в експедиції на Південний полюс. Завданням Ганссена було удосконалення саней, будівництво снігової хатини, Фрамгайму. У 1911 році полярний дослідник у невеликій групі, яка включала  Руаля Амундсена, Олафа Бьоланда,  Оскара Вістінга, та Сверре Гасселя, вирушив у похід до полюса. Ганссен був експертом по собаках, адже експедиція вирушила на чотирьох санях, у них було понад сто собак. Учасники були одягнені в тюленячі шкіри та хутро. Під час поїздки він виконував обов'язки навігатора і передового. Долаючи в день по двадцять-тридцять кілометрів, 6 грудня вони піднялися на висоту 3260 метрів над рівнем моря. Там почалися проблеми через кисневе голодання та штормові вітри. Дякуючи відносно теплій погоді на рівні -20°С, Руаль Амундсен, Гельмер Ганссен, Сверре Гассель, Оскар Вістінг та Олаф Бьоланд першими у світі досягли Південного полюсу Землі 14 грудня 1911 року. Щоб виключити похибку, Ганссен з Бьоландом проїхали ще сім кілометрів уздовж меридіану. Вони провели вимірювання свого місцеположення, щоб уникнути звинувачень у фальсифікації. Встановивши, що похибка вимірювання є близько 20 кілометрів, полярники здійснили перехід до теоретичної точки Південного полюса. Його досягли 17 грудня 1911 року і провели ще одні заміри, які на цей раз показали похибку у 2,5 кілометри.
Ганссена відзначили за участь в експедиції медаллю.

## Останні роки життя
У 1918 році під час експедиції до  Північно-Східного проходу Ганссен був капітаном корабля «Мод». У 1920 році після конфлікту з Амундсеном був розжалуваний і списаний в Ном (Аляска).
У 1936 році Гельмер Ганссен опублікував автобіографію «Подорожі сучасного вікінга» (The Voyages of a Modern Viking).
Ганссен помер в 1956 році у місті Тромсе у віці вісімдесяти п'яти років.

## Вшанування пам'яті
- На честь Ганссена названа Гора Гельмера Ганссена в Антарктиді
- За участь в експедиції на Південний полюс Ганссен був нагороджений Медаллю Південного полюса (Medal of the South Pole / Sydpolsmedaljen).
- На честь відомого норвезького мандрівника і дослідника Південного полюса названий шістдесятиметровий човен «Гельмер Ганссен», який використовували для рибної ловлі.